# Webley Mk IV/Mk IV Pocket

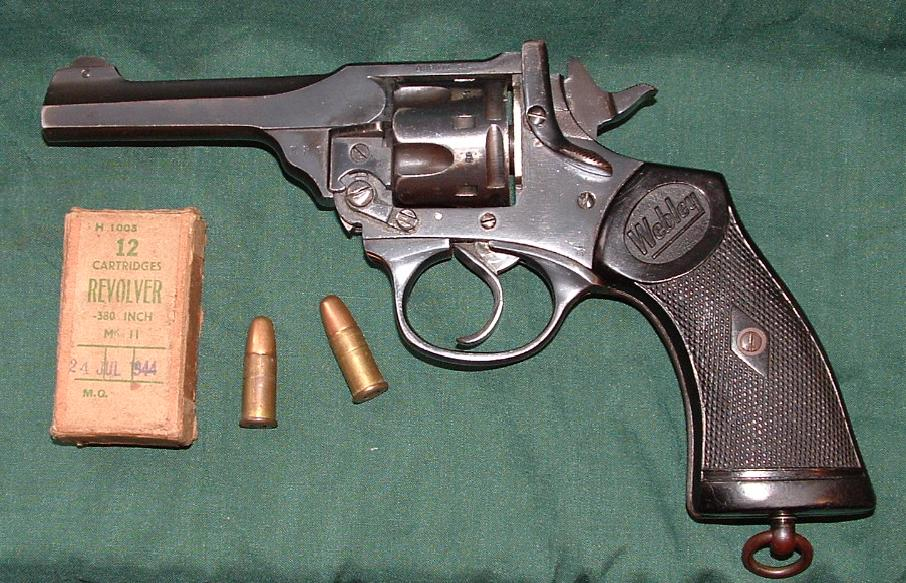
Le revolver Mark 4 de la British Army et ses cartouches de .38

Le revolver Webley calibre .38 fut créé par Webley & Scott (en) en 1923 pour armer la Police en Grande-Bretagne. Il fut utilisé par la British Army à partir de 1942 mais ne fut reconnu comme règlementaire qu'en 1945. Il constitua l'arme de service de nombreux officiers et policiers des pays du Commonwealth  après 1945 et  fut aussi  distribuée aux FFI et FFL Ce modèle à brisure et double action est très proche du Enfield .38. Il en exista des versions en calibre .32 et .22LR. La firme produisit enfin un Mk 4 Pocket avec un canon court. La fabrication cessa dans les années 1970. La version Pocket survit en Inde sous la forme des Revolver IOF .32 et Revolver Nirbheek en calibre .32

## Fiche technique
Mle Civil:
- Munition :
  - Avant 1942 : .22 LR/.32 S&W Long/.38 S&W/	.38 Webley Special
  - Après 1942 : ajout du .380 Mk II
- Cadence de tir :	12 coups/min
- Capacité du barillet :	6 balles
- Portée :	50 m
- Masse du revolver vide :	0,767 kg
- Longueur :	267 mm
- Longueur du canon  :	127 mm

Mle Militaire/Police:
- Munition : 	.380 Mk II (9,06 mm)
- Cadence de tir :	12 coups/min
- Capacité du barillet :	6 balles
- Portée :	50 m
- Masse du revolver vide :	0,767 kg
- Longueur :	267 mm
- Longueur du canon  :	127 mm

Mle Pocket:
- Munition : .32 S&W Long/.38 S&W
- Cadence de tir :	12 coups/min
- Capacité du barillet :	6 balles
- Portée :	30 m
- Masse du revolver vide : 0,66 kg (.38)/0,67 (.38)
- Longueur : 178 mm
- Longueur du canon  :	76 mm

## Sources
- D. Venner, Le Grand livre des armes, Jacques Grancher, Paris, 1980
- R. Caranta, Les Armes de défense, Éditions Balland, Paris, 1972